# 国家自然科学基金委员会
国家自然科学基金委员会（英語：National Natural Science Foundation of China），简称自然科学基金委，是中华人民共和国国务院主管国家自然科学基金运用的国务院部委管理的事业单位，现由中华人民共和国科学技术部管理。
自然科学基金委负责根据国家发展科学技术的方针、政策和规划，有效运用国家自然科学基金，支持基础研究，坚持自由探索，发挥导向作用，发现和培养科学技术人才，促进科学技术进步和经济社会协调发展。
国务院于1986年2月14日批准成立面向全国的国家自然科学基金，目的是推动国家科技体制改革，变革科研经费拨款方式。而自然科学基金委成立的目的是为中国的科学研究和交流提供科研经费资助。2010年以来，每年管理并用于资助科学研究项目的资金总额已超过100亿元。

## 沿革
1980年代初，为推动中国科技体制改革，变革科研经费拨款方式，中国科学院89位院士（学部委员）致函中共中央、国务院，建议设立面向全国的自然科学基金，得到中共中央、国务院的首肯。中华人民共和国国务院于1986年2月14日批准成立国家自然科学基金委员会（简称“自然科学基金委”）。自然科学基金委实行任期制，委员会领导成员每届任期4年。
国家自然科学基金委员会成立时，暂时挂靠中华人民共和国科技部，首任主任为唐敖庆。1986年7月29日，基金委设立数学物理部、化学部、生物学部、地球科学部、材料科学与工程科学部、信息科学部；自然科学发展战略与政策局、综合局、国际合作局、办公室。
1987年4月3日，中华人民共和国劳动人事部发布通知，国家自然科学基金委员会不再挂靠科技部，改为直属国务院。1988年6月7日，国务院办公厅发文，“国家自然科学基金委员会为副部级机构，享受国务院直属局待遇，不列入国务院机构序列，由国家科委归口管理”。2000年12月27日，国务院办公厅发文，国家自然科学基金委员会重新划归国务院直属事业单位。
2000年7月，基金委办公地点由北京市海淀区花园北路35号东门迁入新址海淀区双清路83号。
2018年3月17日第十三届全国人民代表大会第一次会议通过《第十三届全国人民代表大会第一次会议关于国务院机构改革方案的决定》，批准《国务院机构改革方案》。方案规定：“重新组建科学技术部。将科学技术部、国家外国专家局的职责整合，重新组建科学技术部，作为国务院组成部门。科学技术部对外保留国家外国专家局牌子。国家自然科学基金委员会改由科学技术部管理。”

## 职责
根据《国家自然科学基金委员会职能配置、内设机构和人员编制规定》，自然科学基金委承担下列职能：
1. 制定和实施支持基础研究和培养科学技术人才的资助计划，受理项目申请，组织专家评审，管理资助项目，促进科研资源的有效配置，营造有利于创新的良好环境；
2. 协同国家科学技术行政主管部门制定国家发展基础研究的方针、政策和规划，对国家发展科学技术的重大问题提供咨询；
3. 接受国务院及有关部门委托开展相关工作，联合有关机构开展资助活动；
4. 同其他国家或地区的政府科学技术管理部门、资助机构和学术组织建立联系并开展国际合作；
5. 支持国内其他科学基金的工作；
6. 承办国务院交办的其他事项。

## 机构设置
根据《国家自然科学基金委员会职能配置、内设机构和人员编制规定》，自然科学基金委内设机构为副司局级。自然科学基金委设置下列机构：

### 内设机构
- 办公室（科研诚信建设办公室）
- 计划与政策局
- 财务局
- 国际合作局
- 人事局
- 机关党委
- 数学物理科学部
- 化学科学部
- 生命科学部
- 地球科学部
- 工程与材料科学部
- 信息科学部
- 管理科学部
- 医学科学部
- 交叉科学部
- 国际科研资助部

### 独立机构
- 国家自然科学基金委员会监督委员会
- 国家自然科学基金委员会咨询委员会

### 直属事业单位
- 中国21世纪议程管理中心
- 高技术研究发展中心（基础研究管理中心）
- 机关服务中心
- 科学传播与成果转化中心（国家自然科学基金委员会科学基金杂志社）
- 中德科学基金研究交流中心

## 历任领导
第一届（1986年－1990年）
- 主任：唐敖庆[3]
- 副主任：胡兆森（常务副主任）、师昌绪、胡国定、梁栋材、王仁
- 秘书长：黄坚
- 副秘书长：张培荣[9]

第二届（1990年－1995年）
- 主任：张存浩[3]
- 副主任：不详
- 秘书长：不详
- 副秘书长：不详

第三届（1995年－1999年）
- 主任：张存浩[3]
- 副主任：不详
- 秘书长：不详
- 副秘书长：不详

第四届（1999年－2003年）
- 主任：陈佳洱[3]
- 副主任：朱道本、周炳琨、李主其、王杰、王乃彦、马福臣[10]
- 秘书长：不详
- 副秘书长：不详

第五届（2003年－2008年）
- 主任：陈宜瑜[3]
- 副主任：朱道本、朱作言、王杰、沈文庆、孙家广[11]
- 秘书长：不详
- 副秘书长：不详

第六届（2008年－2013年）
- 主任：陈宜瑜
- 副主任：王杰、沈文庆、孙家广、沈岩、姚建年
- 秘书长：王杰（兼）
- 副秘书长：经大平、何鸣鸿[12]

第七届（2013年－2018年）
- 主任：杨卫
- 副主任：沈岩、姚建年、何鸣鸿、刘丛强、高文、高瑞平[13]
- 秘书长：不详
- 副秘书长：韩宇（2015年10月－2018年3月）[14]

第八届（2018年－2023年）
- 主任：李静海
- 副主任：张希（2019年1月免去[15]）、高福（2022年11月免去）、谢心澄、侯增谦、高瑞平、王承文（2022年10月免去）[16]、陆建华（2019年3月任命）[17]
- 秘书长：韩宇[14]
- 副秘书长：不详

第九届（2023年－）
- 主任：窦贤康[18]
- 副主任：王希勤（2023年12月任命[19]，副部长级）、陆建华、张学敏、江松、于吉红（2024年4月免去）、韩宇（2025年5月免去）、兰玉杰[18]、吴骊珠（2024年7月任命）
- 秘书长：韩宇
- 副秘书长：

## 业务

### 资助类型
项目型
- 面上项目：面上项目是国家自然科学基金资助项目数最多、学科覆盖面最广的一类项目资助类型，面上项目的经费占各类项目资助总经费的60%以上。面上项目支持科技工作者在国家自然科学基金资助范围内自由选题，开展创新性的科学研究。
- 重点项目：重点项目支持科技工作者结合国家需求，把握世界科学前沿，针对中国已有较好基础和积累的重要研究领域或新学科生长点开展深入、系统的创新性研究工作，给予较高强度的支持。重点项目要体现有限目标、有限规模和重点突出的原则。每年确定受理申请的研究领域、发布指南引导申请。
- 重大项目：重大项目针对国民经济和社会发展中亟待解决的重大科学问题，开展学科交叉和综合性研究，一般由4-5个研究课题构成。
- 重大研究计划：重大研究计划围绕核心科学问题，整合和集成不同学科背景、不同学术思想和不同层次的项目，形成具有统一目标的项目群，实施相对长期的支持，促进学科交叉研究。
- 专项项目：为满足与基础研究相关的某些特殊需要，设立若干已确定专门支持方向的专项项目或专项经费。例如科学仪器基础研究专款、科普专项、科技期刊、青少年科技活动、数学天元基金等。
- 联合基金项目：为促进知识创新与技术创新的衔接，吸引社会科技资源支持基础研究，自然科学基金委与其它政府部门、企业、研究机构共同出资设立联合基金或联合资助项目，资助某些特定领域的基础研究。
- 国际（地区）合作研究项目：为鼓励广大科学家广泛参与国际合作与竞争，提高自主创新能力，自然科学基金委努力在拓展合作渠道、合作途径、资助机制等方面创造良好合作环境，建立了多层次、多渠道、全方位的国际合作格局。

人才培养型
- 国家杰出青年科学基金：该项基金资助国内及尚在境外即将回国工作的45周岁以下的优秀青年学者在国内从事自然科学基础研究。
- 国家杰出青年科学基金（外籍）：支持45岁以下具有较高学术水平和良好发展潜力的外籍华人青年学者全时全职在中国内地进行自然科学领域的基础研究。
- 海外青年学者合作研究基金：该基金资助45周岁以下的海外优秀青年学者，每年在国内进行一定期限的自然科学基础研究。
- 香港、澳门青年学者合作研究基金：该基金资助香港、澳门地区45周岁以下的优秀青年学者，每年在内地进行一定期限的自然科学基础研究的。
- 创新研究群体科学基金：该基金资助国内以优秀科学家为学术带头人、中青年科学家为骨干的研究群体，围绕某一重要研究方向在国内进行基础研究。
- 国家基础科学人才培养基金：国家基础科学人才培养基金主要用于支持高等院校的基础科学研究和教学人才培养基地的建设。